# Mystic, Iowa
Mystic är en ort i Appanoose County i Iowa. Vid 2010 års folkräkning hade Mystic 425 invånare.